# Il grande volo
Il grande volo (Radio Flyer) è un film del 1992 diretto da Richard Donner e interpretato da Adam Baldwin, Elijah Wood e Ben Johnson.

## Trama
Mike sta osservando i suoi due figli litigare; uno dei due sta insistendo sul fatto che una promessa non significa nulla. Per far capire loro che una promessa significa qualcosa, racconta loro la storia della sua infanzia. Mike, suo fratello minore Bobby, loro madre Mary e il loro pastore tedesco Shane si trasferiscono in una nuova città dopo che loro padre/marito li abbandona. Lì, Mary sposa un nuovo uomo di nome Jack, che ama essere chiamato "Il Re" e che sembra avere un ottimo rapporto con i bambini. All'insaputa di Mary, il Re è un alcolista, che si ubriaca spesso e picchia Bobby.
I due ragazzi, visto che la madre ha trovato finalmente la felicità con il Re, sono riluttanti a dire a lei e alla polizia dell'abuso. Essi invece cercano di evitare il Re esplorando e avendo avventure in mezzo alle loro turbolenze e le esperienze traumatiche. Nel frattempo, i due escogitano un piano per far sì che Bobby sfugga al Re una volta per tutte.
Ispirati dalla leggenda urbana di un ragazzo di nome Fisher che ha tentato di volare via in bicicletta, i due convertono il loro carrettino volante (Radio Flyer nell'originale) in un aeroplano. Con esso, Bobby vola via. Anche se Mike non lo rivede più, continua a ricevere cartoline da lui da luoghi di tutto il mondo.